# Schlacht von Ningbo
Kowloon – 1. Chuenpi – 1. Chusan – Damm – 2. Chuenpi – Humen – First Bar Island – Whampoa Island – Broadway – 1. Kanton – 2. Kanton – Sanyuanli – Amoy – 2. Chusan – Zhenhai – Ningbo – Ciqi – Zhapu – Wusong – Zhenjiang – Nerbudda
Bei der Schlacht von Ningbo versuchten chinesische Streitkräfte, die von den Briten besetzte Stadt Ningbo in der Provinz Zhejiang zurückzuerobern. Der Angriff scheiterte am 10. März 1842 unter schweren Verlusten für das chinesische Militär. Die Schlacht war Teil der einzigen Gegenoffensive der chinesischen Truppen im Ersten Opiumkrieg.

## Hintergrund
1841 ordnete der Befehlshaber der britischen Expeditionsflotte Henry Pottinger eine Offensive in Südchina an. Durch die Eroberung der Hafenstädte Xiamen, Ningbo und Dinghai sollten die britischen Kräfte in eine dominante Position gebracht werden, welche die Qing-Regierung unter Kaiser Daoguang zum Friedensschluss zwingen sollte. Am 13. Oktober 1841 erschienen vier britische Kriegs- und vier Transportschiffe unter dem Befehl von Admiral William Parker. Nach der Flucht der Verteidiger unter Yu Buyun konnten sie die Stadt kampflos besetzen.
Die Briten konnten nach der Besetzung der Stadt auf die Unterstützung von Teilen der Bevölkerung zählen. Ortsansässige versorgten die britischen Truppen gegen Bezahlung mit Proviant und Vorräten. Ebenso konnte der ehemalige Missionar und Verantwortliche für die Stadtverwaltung Karl Gützlaff ein Spionagenetzwerk aufbauen, welches Informationen über die Lage und Absichten der Qing von der örtlichen Bevölkerung abschöpfte. Im Verlauf der Besatzung kam es jedoch auch zu Anschlägen auf britische Soldaten und Entführungen derselben. Über den Winter 1841/42 wurden rund 42 britische Militärangehörige Opfer von Angriffen aus der Zivilbevölkerung, ein Teil davon mit tödlichem Ausgang.
Im Auftrag des Kaisers Daoguang bereitete der in der Rebellenbekämpfung erfahrene General Yijing ab dem Frühjahr 1842 eine Gegenoffensive gegen die Briten in Südchina vor. Dabei plante er einen simultanen Angriff auf die von den Briten besetzten Städte. Durch ihre erfolgreiche nachrichtendienstliche Tätigkeit waren die Briten jederzeit über die Pläne und Truppenbewegungen von Yijing informiert.

## Verlauf
Yihing stellte für den Angriff rund 3000 Soldaten unter dem Kommando des Regionalkommandeurs Duan Yongfu ab. Der Angriff wurde von 900 Soldaten aus der Provinz Sichuan sowie vor Ort ausgehobenen 300 Yong und 400 Yong aus der Provinz Hebei durchgeführt. Diese Streitmacht sollte von mehreren Gruppen von Yong unterstützt werden, die vor dem Angriff als Zivilisten getarnt in die Stadt einsickern sollten. Die Briten waren allerdings über ihre Spione vorgewarnt und konnten einen Teil der Einsickernden abfangen.
Die chinesischen Truppen eröffneten den Angriff in der Nacht zum 10. März mit einer Attacke auf im Hafen der Stadt liegende Schiffe, der jedoch keinen Erfolg brachte. Eine Feuerbootattacke wenige Stunden später zeigte ebenso keine Wirkung. Den regulären Soldaten aus Sichuan gelang es, sich mit Hilfe der übrig gebliebenen, verdeckt operierenden Yong in die Stadt vorzukämpfen. Die britischen Kräfte schafften es jedoch, einen verlustreichen Nahkampf zu vermeiden, und nahmen die chinesischen Angreifer mit ihrer Artillerie auf kurze Distanz unter Feuer. Die Chinesen setzten in der Schlacht keinerlei Artillerie ein. Der gleichzeitig gegen Zhenhai erfolgende chinesische Angriff war ebenso militärisch erfolglos.

## Folgen
Das Qing-Militär verlor in den mehrstündigen Kampfhandlungen rund 500 bis 600 Soldaten. Die Angaben über die britischen Verluste gehen von maximal einem Toten aus. Der chinesische Oberbefehlshaber, der 60 % der Truppen bei sich zu seinem Schutz konzentrierte, zog sich ins vermeintlich sichere Hangzhou zurück. Yiqing selbst sandte dem Kaiser gefälschte Berichte mit unbegründeten Siegesmeldungen, um sein Versagen zu kaschieren. Für die Niederlage in Ningbo machte er einen angeblichen Verräter verantwortlich, der seine Truppen in der Stadt in eine Falle gelockt habe. Nach Ende des Krieges wurde er zunächst zum Tod verurteilt, jedoch von Daoguang zur Verbannung in Xinjiang begnadigt.
Im Nachgang der Schlacht führten die Briten eine Expedition nach Norden durch. Um einen weiteren chinesischen Angriff auf Ningbo unmöglich zu machen, griffen britische Bodentruppen unter Hugh Gough Ciqi an, welches den Qing-Truppen als Operationsbasis diente. Die dort unter dem Kommando von Yu Buyun versammelten Truppen flohen vor dem Anmarsch der Europäer.